# 滇西吊石苣苔
滇西吊石苣苔（学名：Lysionotus forrestii）为苦苣苔科吊石苣苔属下的一个种。

## 扩展阅读
- 維基物種上的相關：滇西吊石苣苔